# Sigismondo (opera)
Sigismondo è un'opera lirica di Gioachino Rossini.
Il libretto, denominato "Dramma in due atti", è di Giuseppe Maria Foppa, che aveva già scritto per Rossini i libretti di tre farse veneziane (L'inganno felice, La scala di seta e Il signor Bruschino).

## Circolazione dell'opera
L'opera fu rappresentata la prima volta al Teatro La Fenice di Venezia il 26 dicembre 1814 senza riscuotere successo. Una parte dell'insuccesso fu dovuta al soggetto già utilizzato da Foppa nella farsa L'inganno felice: una moglie fedele (Isabella/Aldimira) insidiata da un seduttore (Ormondo/Ladislao) viene da lui calunniata presso il marito (Bertrando/Sigismondo), che ne ordina la condanna a morte; tale condanna, tuttavia, non viene eseguita, e la donna viene salvata da un uomo pietoso (Tarabotto/Zenovito) che l'aiuta a dimostrare la sua innocenza.

L'opera, dopo una discreta circolazione (Cremona, Reggio Emilia, Padova e Senigallia nel 1819, Firenze e Siena nel 1820, Porto nel 1822 e infine Bologna nel 1827) scomparve dai cartelloni. Le prime rappresentazioni moderne hanno luogo nel 1992 a Rovigo, Savona e Treviso, con una giovane Sonia Ganassi nel ruolo del titolo, e in seguito a Praga nel 1995. La sua prima rappresentazione al Rossini Opera Festival avviene nel 2010 con Daniela Barcellona nel ruolo del titolo, nello spettacolo curato da Damiano Michieletto. Nel 2016 l'opera viene rappresentata al festival Rossini in Wildbad.

Parte della musica fu utilizzata da Rossini (Elisabetta, regina d'Inghilterra, Il barbiere di Siviglia, La Cenerentola).

## Cast della prima assoluta
| Ruolo             | Registro vocale | Primo interprete      |
| ----------------- | --------------- | --------------------- |
| Sigismondo        | contralto       | Marietta Marcolini    |
| Aldimira          | soprano         | Elisabetta Manfredini |
| Ladislao          | tenore          | Claudio Bonoldi       |
| Zenovito Ulderico | basso           | Luciano Bianchi       |
| Anagilda          | soprano         | Marianna Rossi        |
| Radoski           | tenore          | Domenico Bartoli      |

## La trama
La scena è parte in Gesna, antica capitale della Polonia, e parte in alcune selve e luoghi montuosi non molto discosti dalla medesima.
L'opera si apre con la pazzia di Sigismondo: egli teme la vendetta di Ulderico, padre della moglie Aldimira, che ha fatto uccidere per infedeltà. In verità Aldimira è viva, ed è stata vittima di una trappola del perfido Ladislao, che ha inventato tutto.
Aldimira incontra di nuovo Sigismondo, sotto falso nome, seducendo il re, che la vuole sua sposa; lei accetta, ma vuole rivedere il genitore, che sta proprio per scontrarsi con Sigismondo.
Ladislao intanto rivela a Ulderico il delitto e che Aldimira non è viva, scatenando l'attacco. Sigismondo perde, ma salva Aldimira dalla spada di Ladislao.
L'inganno viene svelato, Ladislao è incarcerato, e l'opera si conclude nel tripudio generale.

## Organico orchestrale
La partitura di Rossini prevede l'utilizzo di
- 2 flauti (2° anche ottavino), 2 oboi (anche corni inglesi), 2 clarinetti, 2 fagotti
- 2 corni, 2 trombe, trombone
- timpani, grancassa
- archi

Per i recitativi secchi
- pianoforte (violoncello e contrabbasso ad libitum)

## Numeri musicali
- Sinfonia

### Atto I
- 1 Introduzione O prence misero (Coro, Ladislao, Anagilda, Radoski)[1]
- 2 Cavatina Non seguirmi! Omai t'invola (Sigismondo)
- 3 Scena e Cavatina Oggetto amabile (Aldimira)
- 4 Coro Al bosco, alla caccia!
- 5 Aria Vidi...ah no, che allor sognai (Ladislao)
- 6 Duettino Un segreto è il mio tormento (Sigismondo, Aldimira)[2]
- 7 Aria Tu l'opra tua seconda (Zenovito)
- 8 Duetto Perché obbedir disdegni? (Ladislao, Aldimira)[3]
- 9 Finale primo Quale, o Ciel, d'idee funeste (Sigismondo, Aldimira, Ladislao, Zenovito, Coro, Anagilda, Radoski)

### Atto II
- 10 Introduzione In segreto a che ci chiama? (Coro)[4]
- 11 Coro Viva Aldimira!
- 12 Duetto Tomba di morte e orrore (Aldimira, Sigismondo)
- 13 Aria Sognava contenti (Anagilda)
- 14 Cavatina Giusto ciel, che i mali miei (Ladislao)[5]
- 15 Scena e Aria Ah signor, nell'alma mia (Aldimira, Coro)
- 16 Quartetto Genitor, deh, vien! (Aldimira, Sigismondo, Ladislao, Ulderico)
- 17 Coro, gran scena e Aria Alma rea! Il più infelice (Sigismondo)
- 18 Finale secondo Qual felice amico giorno (Aldimira, Sigismondo, Ulderico, Ladislao, Coro)

## Incisioni discografiche

### Audio
| Anno | Cast (Sigismondo, Aldimira, Ladislao)             | Direttore         | Etichetta     |
| ---- | ------------------------------------------------- | ----------------- | ------------- |
| 1992 | Sonia Ganassi, Rossella Ragatzu, Bruno Lazzaretti | Richard Bonynge   | Bongiovanni   |
| 1995 | Carmen Oprisanu, Tatjana Korovina, Omar Jara      | Marc Andreae      | Crossroad     |
| 2016 | Margarita Gritskova, Maria Aleida, Kenneth Tarver | Antonino Fogliani | Naxos Records |

## Registrazioni video
| Anno | Cast (Sigismondo, Aldimira, Ladislao)                  | Direttore        | Etichetta       |
| ---- | ------------------------------------------------------ | ---------------- | --------------- |
| 2010 | Daniela Barcellona, Olga Peretyatko, Antonino Siragusa | Michele Mariotti | Unitel Classica |